# Paula Scheidt
Paula Scheidt (* 1982 in Bremen) ist eine deutsch-schweizerische Journalistin und Trägerin des Deutschen Reporterpreises sowie des Zürcher Journalistenpreises.

## Leben
Paula Scheidt wuchs in Freiburg im Breisgau auf. Sie absolvierte ein Masterstudium in Politikwissenschaft, Volkswirtschaft und Sozialpsychologie an der Universität Zürich.
Zwischen Bachelor- und Masterstudium besuchte sie die Berliner Journalisten-Schule. Für eine Recherche über das Studentenleben an der Universität Isfahan im Iran erhielt sie 2009 das Kontext-Recherchestipendium.
Paula Scheidt schrieb als Freie Journalistin u. a. für Die Zeit, Die Tageszeitung, Das Magazin und Neon. 2011 bis 2013 leitete sie die Redaktion der Fabrikzeitung für das Kulturzentrum Rote Fabrik. 2013 bis 2014 war sie Redakteurin bei NZZ Campus und bei der Neuen Zürcher Zeitung. Ab 2014 war sie redaktionelle Mitarbeiterin und ab 2018 Redakteurin bei Das Magazin. 2023 wurde sie Ressortleiterin Reportagen und Mitglied der Chefredaktion der Frauenzeitschrift Annabelle. 2024 wechselte sie zur NZZ am Sonntag und übernahm die Chefredaktion für das Magazin der Sonntagszeitung.
Sie erhielt den Deutschen Reporterpreis 2014 in der Kategorie «Bester freier Reporter» für ihre in Die Zeit erschienene Reportage «Der Zapfenstreit» über den Nordmanntannen-Handel. Für ihre Reportage Schweizer Familie über einen jungen afghanischen Flüchtling, erschienen in Das Magazin, wurde sie 2016 mit dem Zürcher Journalistenpreis prämiert. Der Verein Real21 zeichnete sie 2018 mit dem real21-Medienpreis aus. Der Preis würdigt ihre in Das Magazin erschienene Reportage Krieg oder Frieden über eine indonesische Koranschule auf Java, die von einer Frau geleitet wird.
Paula Scheidt war eine der 300 Erstunterzeichnerinnen von «Pro Quote», einer Initiative zur Förderung der beruflichen Gleichstellung von Frauen in Medienberufen. 2014 baute sie als Mitgründerin das Reporter-Forum Schweiz auf, das seit 2018 jährlich den Schweizer Reporterpreis vergibt. Sie war Jurymitglied beim Schweizer Reporterpreis 2018. Paula Scheidt war als Dozentin an der Zeppelin Universität tätig und unterrichtet an der Schweizer Journalistenschule MAZ sowie an der Zürcher Hochschule der Künste. Seit 2021 ist sie Jurymitglied beim Zürcher Journalistenpreis.
Die deutsch-schweizerische Doppelbürgerin lebt in Zürich.

## Auszeichnungen
- 2007: Facts-Studentenpreis (2. Platz)[17]
- 2010: Axel-Springer-Preis in der Kategorie Internet (Herausragende Leistung), zusammen mit Team «Wahlfahrt09»
- 2014: Deutscher Reporterpreis in der Kategorie Bester freier Reporter
- 2016: Zürcher Journalistenpreis
- 2018: Real21-Medienpreis[18]